# 48767 Skamander
48767 Skamander este o planetă minoră (asteroid), cu un diametru de 21,815 km, din Asteroid troian al lui Jupiter. A fost descoperită pe 3 mai 1997 la Observatorul European Austral de Eric Walter Elst. 
Obiectul prezintă o orbită caracterizată de o semiaxă mare de 5,2029214109008 UAi, o excentricitate de 0,066, o înclinație de 29 ° în raport cu ecliptica.